# Liste chronologique des tactical RPG
Liste chronologique de jeux vidéo du genre tactical RPG.

## 1983
- Ultima III (Amiga, Apple II, Atari 8-bit, Atari ST, Commodore 64, DOS, FM-7, FM Towns, Mac OS, MSX2, NES, PC-88, PC-98, Sharp X1)

(Phases combats tactique sur échiquier comme indiqué dans l'article Tactical RPG à la rubrique "Historique".)

## 1990
- Fire Emblem: Shadow Dragon & the Blade of Light (Famicom)

## 1991
- Bahamut Senki (Mega Drive)
- Crystal Warriors (Game Gear)
- Langrisser (Warsong) (Mega Drive)
- Little Master (Game Boy)

## 1992
- Fire Emblem Gaiden (Famicom)
- Just Breed (Famicom)
- Little Master 2 (Game Boy)
- Shining Force (Mega Drive)
- Shining Force Gaiden (Game Gear)
- Vixen 357 (Mega Drive)

## 1993
- Albert Odyssey (Super Famicom)
- Ogre Battle: The March of the Black Queen (Super Nintendo, PlayStation, Saturn)
- Shining Force Gaiden II (Game Gear)

## 1994
- Albert Odyssey 2: Jashin no Taidou (Super Famicom)
- Feda: The Emblem of Justice (en) (Super Famicom, Saturn)
- Fire Emblem: Mystery of the Emblem (Super Famicom)
- Langrisser II (Mega Drive)
- Majin Tensei (Super Famicom)
- Shining Force II (Mega Drive)
- Shining Force CD (Mega-CD)
- UFO: Enemy Unknown (PC, Amiga, Playstation)

## 1995
- Another Bible (Game Boy)
- Arc the Lad (PlayStation)
- Ball Bullet Gun (Super Famicom)
- Der Langrisser (Super Famicom)
- Front Mission (Super Famicom)
- Little Master: Nijiiro no Maseki (Super Famicom)
- Majin Tensei 2: Spiral Nemesis (Super Famicom)
- Mystaria: The Realms of Lore (en) (Riglordsaga / Blazing Heroes) (Saturn)
- Nage Libre: Seijaku no Suishin (Super Famicom, PlayStation)
- Shining Force Gaiden: Final Conflict (Game Gear)
- Tactics Ogre: Let Us Cling Together (Super Famicom, PlayStation, Saturn, PSP)

## 1996
- Arc the Lad II (PlayStation)
- Bahamut Lagoon (Super Famicom)
- Dragon Force (Saturn)
- Dragon Knight 4 (en) (Super Famicom)
- Fire Emblem: Genealogy of the Holy War (Super Famicom)
- Kidō Senshi Z Gundam: Away to the Newtype (Super Famicom)
- Langrisser III (Saturn)
- Riglordsaga 2 (Saturn)
- Terra Phantastica (Saturn)
- Treasure Hunter G (Super Famicom)
- Vandal Hearts (PlayStation, Saturn)

## 1997
- Final Fantasy Tactics (PlayStation)
- Front Mission 2 (PlayStation)
- Langrisser IV (Saturn)
- Majin Tensei: Ronde (Saturn)
- Shining Force III (Shining Force III Scenario 1) (Saturn)
- Slayers Royal (en) (Saturn, PlayStation)
- Söldnerschild (Saturn)

## 1998
- Black/Matrix (Saturn)
- Brigandine (video game) (en) (PlayStation)
- Dragon Force II (Saturn)
- Farland Saga (Saturn)
- Langrisser V (Saturn)
- Legend of Kartia (en) (PlayStation)
- Rhapsody: A Musical Adventure (PlayStation)
- Seirishouken: Princess of Darkness (PlayStation)
- Shining Force III Scenario 2 (Saturn)
- Shining Force III Scenario 3 (Saturn)
- Slayers Royal 2 (en)(Saturn, PlayStation)
- Valhollian (Saturn)
- Wachenröder (Saturn)

## 1999
- Arc the Lad III (PlayStation)
- Black/Matrix Advanced (Dreamcast)
- Fire Emblem: Thracia 776 (Super Famicom)
- Front Mission 3 (PlayStation)
- Gorky 17 (PC)
- Koudelka (PlayStation)
- Saiyuki: Journey West (en) (PlayStation)
- Vandal Hearts II (PlayStation)

## 2000
- Black/Matrix Cross (PlayStation)
- Densetsu no Ogre Battle Gaiden: Zenobia no Ōji (Neo-Geo Pocket Color)
- Eternal Eyes (PlayStation)
- Ogre Battle 64: Person of Lordly Caliber (Nintendo 64)
- Vanguard Bandits (PlayStation)

## 2001
- Arc the Lad: Kijin Fukkatsu (WonderSwan Color)
- Hoshigami: Ruining Blue Earth (PlayStation)
- Tactics Ogre: The Knight of Lodis (Game Boy Advance)
- Tear Ring Saga (PlayStation)
- Volfoss (en) (PlayStation)

## 2002
- Arc the Lad Collection (en) (PlayStation)
- Black/Matrix Zero (Game Boy Advance)
- Black/Matrix 2 (PlayStation 2)
- Dragon Drive Tactics Break (PlayStation)
- Dynasty Tactics (PlayStation 2)
- Fire Emblem: The Binding Blade (Game Boy Advance)
- La Pucelle : Tactics (PlayStation 2)
- Utawareru mono (PC, PlayStation 2, PSP)

## 2003
- Arc the Lad: Twilight of the Spirits (PlayStation 2)
- Disgaea: Hour of Darkness (PlayStation 2)
- Dynasty Tactics 2 (PlayStation 2)
- Final Fantasy Tactics Advance (Game Boy Advance)
- Fire Emblem: The Blazing Blade (Game Boy Advance)
- Gladius (GameCube, Xbox, PlayStation 2)
- Onimusha Tactics (Game Boy Advance)
- Venus and Braves (PlayStation 2)

## 2004
- Black/Matrix 00 (PlayStation)
- Dofus (Windows, Mac OS, Linux)
- Fire Emblem: The Sacred Stones (Game Boy Advance)
- Front Mission 4 (PlayStation 2)
- Phantom Brave (PlayStation 2)
- Shining Force: Resurrection of the Dark Dragon (Game Boy Advance)
- Stella Deus: The Gate of Eternity (PlayStation 2)

## 2005
- Fire Emblem: Path of Radiance (GameCube)
- Front Mission: Online (en) (PlayStation 2)
- Front Mission 5: Scars of the War (PlayStation 2)
- Le Seigneur des Anneaux : Tactics (PSP)
- Makai Kingdom (PlayStation 2)
- Namco X Capcom (PlayStation 2)
- Rebelstar: Tactical Command (Gameboy Advance)
- Tear Ring Saga Series: Berwick Saga (PlayStation 2)
- Twelve: Sengoku Hōshinden (PSP)

## 2006
- Chaos Wars (en) (PlayStation 2)
- Disgaea 2: Cursed Memories (PlayStation 2)
- Field Commander (PSP)
- Jeanne d'Arc (PSP)
- Suikoden Tactics (PlayStation 2)
- Yggdra Union: We'll Never Fight Alone (Game Boy Advance, PSP)

## 2007
- Absolute: Blazing Infinity (Xbox 360)
- Agarest: Generations of War (PlayStation 3, Xbox 360)
- ASH: Archaic Sealed Heat (Nintendo DS)
- Disgaea: Afternoon of Darkness (PSP)
- Dragon Shadow Spell (PlayStation 2)
- Drone Tactics (en) (Nintendo DS)
- Dungeons & Dragons Tactics (en) (PSP)
- Final Fantasy Tactics A2: Grimoire of the Rift (Nintendo DS)
- Final Fantasy Tactics: The War of the Lions (PSP)
- Fire Emblem: Radiant Dawn (Wii)
- Front Mission 1st (Nintendo DS)
- Hoshigami Remix (en) (Nintendo DS)
- Luminous Arc (Nintendo DS)
- Never Ending Saga (PC en ligne)
- Rondo of Swords (en) (Nintendo DS)
- Soul Nomad & the World Eaters (en) (PlayStation 2)

## 2008
- Bleach: The 3rd Phantom (Nintendo DS)
- Disgaea 3: Absence of Justice (PlayStation 3)
- Disgaea DS (Nintendo DS)
- Eternal Poison (PlayStation 2)
- Fire Emblem: Shadow Dragon (Nintendo DS)
- Front Mission 2089 (Nintendo DS)
- Hero's Saga Laevatein Tactics (en) (Nintendo DS)
- Knights in the Nightmare (Nintendo DS, PSP)
- Luminous Arc 2: Will (Nintendo DS)
- Operation Darkness (en) (Xbox 360)
- Spectral Force 3 (en) (Xbox 360)
- Valkyria Chronicles (PlayStation 3)
- Valkyrie Profile: Covenant of the Plume (Nintendo DS)
- Zoids Assault (Xbox 360)

## 2009
- Agarest: Generations of War Zero (PlayStation 3, Xbox 360)
- Blazing Souls: Accelate (PSP)
- Phantom Brave: We Meet Again (Wii)
- Shin Megami Tensei: Devil Survivor (Nintendo DS)
- Shining Force Feather (Nintendo DS)
- Spectral Force Genesis (Nintendo DS)
- Luminous Arc 3 (Nintendo DS)

## 2010
- Agarest: Generations of War 2 (PlayStation 3)
- Arena (Windows, Mac OS, Linux, anciennement Dofus Arena)
- Blue Roses (PSP)
- Dawn of Heroes (Nintendo DS)
- Fire Emblem: New Mystery of the Emblem (Nintendo DS)
- Valkyria Chronicles II (PSP)
- Vandal Hearts: Flames of Judgment (en) (PlayStation 3, Xbox 360)

## 2011
- Disgaea 4: A Promise Unforgotten (PlayStation 3)
- Valkyria Chronicles 3 (PSP)
- Shin Megami Tensei: Devil Survivor 2 (Nintendo DS)
- Shin Megami Tensei: Devil Survivor Overclocked (Nintendo 3DS)

## 2012
- Fire Emblem: Awakening (Nintendo 3DS)
- Wakfu (Windows, Mac OS, Linux)
- XCOM: Enemy Unknown (Windows, Mac OS, Linux, PlayStation 3, Xbox 360)

## 2013
- Disgaea Dimension 2 (en) (PlayStation 3)
- Shadowrun Returns (PC)
- The Guided Fate Paradox (en) (PlayStation 3)

## 2014
- The Banner Saga (PC)

## 2015
- Disgaea 5 (PlayStation 4)
- Fire Emblem Fates (Nintendo 3DS)
- Stella Glow (Nintendo 3DS)
- Hartacon Tactics (Windows, Xbox One)

## 2016
- Vestaria Saga I: War of the Scions (Windows)
- XCOM 2 (Windows, Mac OS, Linux)

## 2017
- Fire Emblem Echoes: Shadows of Valentia (Nintendo 3DS)
- Ticket to Earth (iOS)
- Hellenica (Windows, Mac)
- Regalia of Men and Monarchs (Windows, Linux, Mac, XB1, PS4, PSVita, Switch)
- The Alchemist Code (Android, iOS)

## 2018
- Into the Breach (Windows, Mac, Linux)
- Fell Seal: Arbiter's Mark (site) (Windows, Linux, Mac, XB1, PS4, Switch)

## 2019
- Fire Emblem: Three Houses (Nintendo Switch)
- Langrisser I & II (Nintendo Switch, PlayStation 4)
- Vestaria Saga II: The Sacred Sword of Silvanister (Windows)
- Tactics V: Obsidian Brigade (Windows, Linux, Mac, XB1, PS4, Switch)
- Final Fantasy Brave Exvius: War of the Visions (en) (Android, iOS)
- Banner of the Maid (Windows, PS4, Switch, Xbox One)

## 2020
- Le Donjon de Naheulbeuk : L'Amulette du Désordre (Windows)
- Fae Tactics (Windows, Xbox One, Switch)
- Ikenfell (Windows, Mac, XB1, PS4, Switch)

## 2021
- Dark Deity (en) (Windows, Switch)

## 2022
- Triangle Strategy (Nintendo Switch)
- Lost Eidolons (Windows)

## 2023
- Fire Emblem Engage (Nintendo Switch)

## 2024
- Dark Deity 2 (Windows)
- Unicorn Overlord (PS4, PS5, Switch, Xbox Series)